# Roder (Clerf)

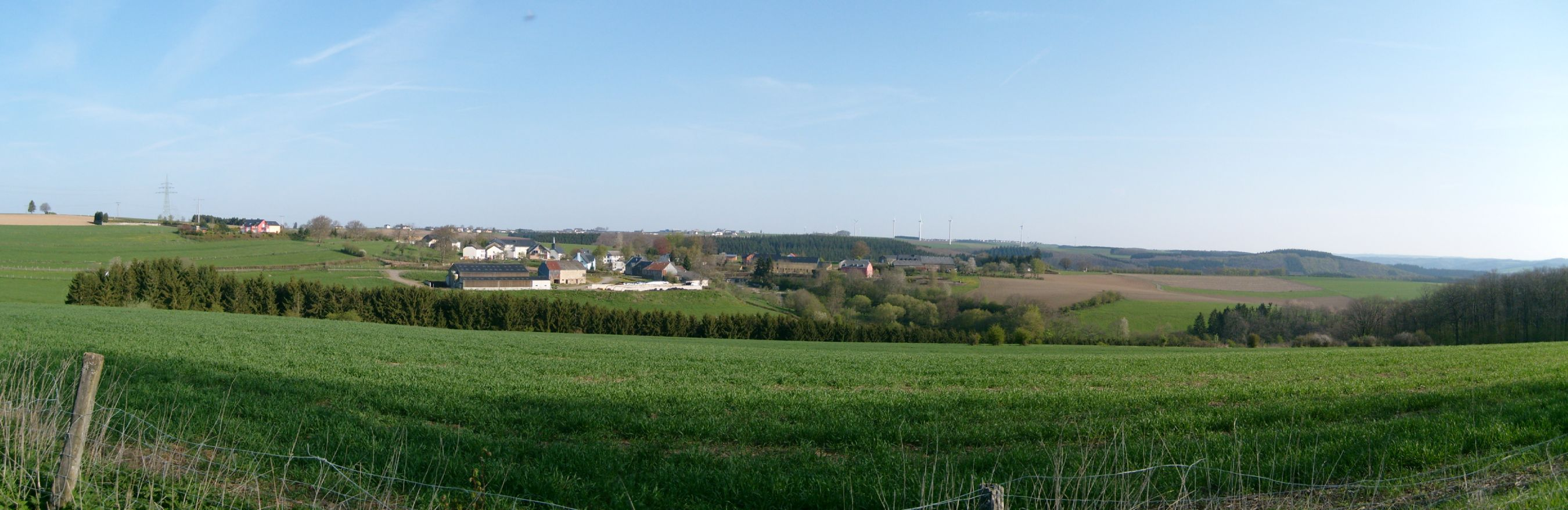
Blick von Süden auf Roder, 2. Mai 2008

Roder (luxemburgisch Ruederⓘ) ist eine Ortschaft in der luxemburgischen Gemeinde Clerf.